# Wymysłowo (powiat grudziądzki)
Wymysłowo – wieś w Polsce, położona w województwie kujawsko-pomorskim, w powiecie grudziądzkim, w gminie Radzyń Chełmiński.
Wchodzi w skład sołectwa Czeczewo.
Do 2024 r. miejscowość była przysiółkiem wsi Czeczewo. W latach 1975–1998 Wymysłowo należało administracyjnie do województwa toruńskiego.